# フランシス・シャグラン
フランシス・シャグラン（Francis Chagrin、1905年11月15日 - 1972年11月10日）は、ルーマニア出身のイギリスの作曲家。本名はアレクサンドル・パウッケル（Alexander Paucker）。
ブカレストのユダヤ人の家庭に生まれる。両親の希望でスイスのチューリッヒで工学を学ぶが、両親には秘密で音楽院にも通っていた。1928年に卒業後、パリに出て名前をフランス風に改めた。ナイトクラブやカフェで演奏したりポピュラーソングを書いたりして資金を稼ぎ、1933年にエコールノルマル音楽院に入学してポール・デュカスとナディア・ブーランジェに師事した。
1936年にイギリスに渡り、第二次世界大戦中はBBCのフランス向け放送の音楽アドバイザー兼作曲主任として活動した。これにより戦後の1948年、フランス政府より教育功労章が贈られた。1951年に自らの室内楽団を結成した。
作品には2つの交響曲、ピアノ協奏曲、ハーモニカのための「ルーマニア幻想曲」などがある。また『夜の来訪者』『コルディッツ物語』『ホッフナング交響楽』などの映画音楽を手がけたことでも知られている。